# Min izāmō, min sindimō

Min izāmō, min sindimō (« Ma patrie, mon pays natal » en live) est l'hymne national des Lives, peuple de langue fennique qui ne vit aujourd'hui qu'en Lettonie.
Les paroles sont de Korli Stalte (1870–1947), poète de Courlande, sur une mélodie de Fredrik Pacius, la même que pour les hymnes nationaux de Finlande et d'Estonie.

## La musique de deux autres hymnes nationaux
C'est en 1848 que Friedrich (Fredrik) Pacius composa la musique.
Celle-ci fut adaptée au poème de Johan Ludvig Runeberg, « Vårt land » ("Notre pays" en suédois, le premier poème, publié en 1848, des "Contes de l'enseigne Stål", épopée lyrique sur la perte de la Finlande par la Suède au profit de la Russie en 1809)  et c'est la première adaptation qui connut le succès : elle fut chantée pour la première fois en public le 13 mai 1848 à Helsinki, par la Chorale universitaire de cette ville.
Choisie  au début du XXe siècle  comme hymne national de la Finlande, cette mélodie  a aussi été adaptée  à un poème de 1869 écrit par Johann Voldemar Jannsen et choisie  en 1920, puis de nouveau en 1990, comme hymne national de l'Estonie.

### Réminiscences musicales
Pacius était allemand d'origine, et les musicologues notent dans cet air, composé  dit-on en un quart d'heure, des réminiscences de la chanson à boire « Papst und Sultan » (en allemand : "Pape  et Sultan").
Pacius  a d'ailleurs  composé en 1858 un autre air qui présente aussi des ressemblances avec « Papst und Sultan » : « Sotilaspoika »  ("L'enfant soldat", adaptation finnoise  de « Soldatgossen », autre poème des "Contes de l'enseigne Stål").

## Les paroles de l'hymne
|    | Texte en livonien de Korli Stalte | Traduction en letton du texte livonien | Traduction en français du texte livonien |
| 1. | Min izāmō, min sindimō, ūod ārmaz rānda sa, kus rāndanaigās kazābõd vel vanād, vizād piedāgõd. Min ārmaz īlmas ūod set sa, min tõurõz izāmō!   | Ai tēvzeme, ai dzimtene un mīļā jūra te, kur krastā sīkstas, šalcošas vēl vecās priedes līgojas. Vismīļākā man pasaulē tu, dārgā tēvzeme.    | Ma patrie, mon pays natal, Tu es le rivage chéri, Où poussent près de la rive Des pins toujours anciens et durs. Tu es mon seul amour en ce monde, Ma Patrie bien-aimée     |
| 2. | Min izāmō, min sindimō, ūod ārmaz rānda sa, kus lāinõd mierstõ vīerõbõd un rāndan sūdõ āndabõd. Min ārmaz īlmas ūod set sa, min tõurõz izāmō!  | Ai tēvzeme, ai dzimtene un mīļā jūra te, no kuras viļņi ceļu rod šurp smilšu krastam muti dot. Vismīļākā man pasaulē tu, dārgā tēvzeme.      | Ma patrie, mon pays natal, Tu es le rivage chéri Où les vagues déferlent de la mer Pour donner un baiser à la plage. Tu es mon seul amour en ce monde, Ma Patrie bien-aimée |
| 3. | Min izāmō, min sindimō, ūod ārmaz rānda sa, kus jelābõd īd kalāmīed, kis mīer pǟl ātõ pǟvad īed. Min ārmaz īlmas ūod set sa, min tõurõz izāmō! | Ai tēvzeme, ai dzimtene un mīļā jūra te, kur zvejnieki vien dzīvot var, kas dienā, naktī viļņus ar. Vismīļākā man pasaulē tu, dārgā tēvzeme. | Ma patrie, mon pays natal, Tu es le rivage chéri Là où vivent les pêcheurs, Qui jour et nuit sont à la mer. Tu es mon seul amour en ce monde, Ma Patrie bien-aimée          |
| 4. | Min izāmō, min sindimō, ūod ārmaz rānda sa, kus kūltõb um vel pivā ēļ - min amā ārmaz rāndakēļ. Min ārmaz īlmas ūod set sa, min tõurõz izāmō!  | Ai tēvzeme, ai dzimtene un mīļā jūra te, kur jūrmalnieku valoda vissvētākā vēl dzirdama. Vismīļākā man pasaulē tu, dārgā tēvzeme.            | Ma patrie, mon pays natal, Tu es le rivage chéri Où l'on parle encore le langage sacré - mon livonien tant aimé. Tu es mon seul amour en ce monde, Ma Patrie bien-aimée     |